# António Lopes Mateus
António Lopes Mateus GCC • ComA • GOA • GCIC • GCB (Cabril, Viseu, 23 de Abril de 1878 — Lisboa, 24 de Fevereiro de 1955) foi um militar do Exército Português, onde atingiu o posto de general, e político ligado à Ditadura Nacional e ao Estado Novo.

## Biografia
Foi Ministro da Guerra e Ministro do Interior (de 21 de Janeiro de 1930 a 21 de Outubro de 1931), funções em que foi uma das figuras chave na fundação e estruturação da União Nacional, deputado à Assembleia Nacional e governador-geral de Angola (1935-1939). A 31 de Dezembro de 1920 foi feito Comendador da Ordem Militar de São Bento de Avis, então ainda no posto de Coronel, a 11 de Abril de 1931 foi agraciado com a Grã-Cruz da Ordem Militar de Nosso Senhor Jesus Cristo, a 5 de Outubro de 1933 com a Grã-Cruz da Ordem de Benemerência e a 17 de Novembro de 1938 com a Grã-Cruz da Ordem do Império Colonial, e a 24 de Julho de 1944 foi elevado a Grande-Oficial da Ordem Militar de São Bento de Avis.
Fez parte da Maçonaria, tendo sido iniciado em 1911 na Loja José Estevão, de Aveiro, pertencente ao Grande Oriente Lusitano Unido, tendo o nome simbólico de Viriato.